# Ураганный барабанщик
«Ураганный барабанщик» (яп. 嵐を呼ぶ男, араси о ёбу отоко; англ. The Stormy Man) — японский музыкальный фильм-драма (мелодрама), поставленный в студии «Никкацу» в 1957 году режиссёром Умэцугу Иноуэ. Выпущенный на киноэкраны перед самым Новым Годом, «Ураганный барабанщик» занял третье место в японском бокс-офисе по результатам проката 1957 года, что укрепило репутацию Умэцугу Иноуэ в компании «Никкацу» как одного из коммерчески успешных постановщиков студии, а исполнитель главной роли Юдзиро Исихара, получивший за роль премию «Голубая лента» как «Лучший дебютант года», стал идолом поколения.

## Сюжет
Действие фильма происходит в Токио в 1950-е годы. Сёити Кокубу, молодой барабанщик, использует свои руки и кулаки в мире джаза Гиндзы. Его прилежный младший брат Эйдзи всячески поддерживает амбициозного Сёити и помогает найти ему менеджера в лице хорошенькой Мияко Фукусимы, которая такая же дерзкая и умная, как и красивая. Мияко берет его под свое покровительство, после того как её протеже и любовник Чарли Сакурада изменил ей с танцовщицей Мэри и ушел из ансамбля, чтобы начать самостоятельную карьеру. Однако мать Сёити упорно противостоит выбору сына, она вообще считает его ни на что негодным тунеядцем. Пример младшего брата Эйдзи, учащегося в музыкальном колледже, служит ему постоянным укором. Мияко поселяет Сёити в своём просторном доме в западном стиле, где он может практиковать без помех. Она также начинает проявлять к нему более чем профессиональный интерес. Он чувствует то же самое, но его первоочередная задача — победить Чарли Сакураду, лучшего барабанщика Гиндзы и высокомерного парня с бандитскими связями. Он также производит впечатление на Мэри Оку, подружку Чарли. Неизбежно, Сёити и Чарли становятся жестокими соперниками.  

## В ролях
- Юдзиро Исихара — Соити Кокубу
- Миэ Китахара — Мияко Фукусима
- Кёдзи Аояма — Эйдзи Кокубу, брат Соити
- Фукуко Саё — Садаё Кокубу, мать Соити
- Масуми Окада — Синскэ, брат Мияко
- Юми Такано — Айко, мать Мияко
- Идзуми Асикава — Мидори Сима
- Дзэндзи Ямада — Дзэндзо Сима
- Кэйко Амадзи — Токико Арима
- Мари Сираки — Мэри Ока, танцовщица
- Тосио Оида — Чарли Сакурада, барабанщик
- Нобуо Канэко — Тору Сакё, критик
- Тоору Абэ — Мотинага
- Кёдзо Фуюки — Танэда
- Фрэнки Сакаи — человек в тюрьме (в титрах не значится)

## Премьеры
- — национальная премьера фильма состоялась 28 декабря 1957 года в Токио[1].
- — впервые показан российскому зрителю 26 июля 2011 года в рамках Фестиваля японского кино в «Иллюзионе» (Москва)[2].
- — 6 апреля 2018 года в Вашингтоне фильм впервые был представлен американской публике в рамках мини-ретроспективы фильмов Умэцугу Иноуэ[3].
- — в рамках мини-ретроспективы фильмов Умэцугу Иноуэ кинолента впервые была показана канадским любителям кино 19 мая 2018 года в синематеке Ванкувера[4].

## Премии и номинации
- Премия «Голубая лента»
- 8-я церемония награждения (1957 год)[5]

- Премия в номинации «Дебютант года» — Юдзиро Исихара (ex aequo — «Орёл и ястреб»).

## Ремейки
Режиссёр Умэцугу Иноуэ впоследствии сам же переснимет свою успешную киноленту ещё дважды: в Гонконге под названием «Король барабанщиков» (1967) и в Японии под тем же названием «Ураганный барабанщик» (1983).